# Gunnar Sandin
Gunnar Sandin, född 25 februari 1940 i Skoghall i Värmland, död 31 mars 2012 i Lund, var en svensk översättare och järnvägshistoriker.

## Biografi
Sandin, uppvuxen i en radikal arbetarfamilj i industrisamhället Skoghall, kom att översätta samhällsvetenskaplig och historisk litteratur från engelska, tyska, franska och italienska, bland annat verk av Perry Anderson, Fernand Braudel, Manuel Castells, Noam Chomsky, Joseph Stiglitz, Göran Therborn, Björn Wahlroos och Howard Zinn.
Sandin kom 1960 till Lund för studier i bland annat kulturgeografi där han skrev en trebetygsuppsats om nedlagda järnvägar. Han skrev sedan ett flertal artiklar och utgav och medverkade i flera böcker om järnvägshistoria, bland annat Kring Lund C och Vägen till Citybanan. Sandin var också medförfattare till standardverket Järnvägsdata, utgivet av Svenska Järnvägsklubben.
Sandin organiserade vid påsktid långa vandringar i Skåne och i olika europeiska länder, bland annat i Schweiz. Efter uppdraget han fick av Statens planverk 1969 att inventera den skånska kusten hade han som livsprojekt att till fots besöka de cirka 11 000 kilometerstora rutor som 1960-talets topografiska karta indelade Skåne i (UTM-nätet). Till 50-årsdagen fick han festskriften Vid pass 8000 rutor, det antal rutor han då passerat.
Sandin var med om att omforma den syndikalistiska tidskriften Zenit till en av den svenska vänsterns viktigaste tidskrifter för idédiskussion; den blev en samlingspunkt för den nya vänstern. I början av 1970-talet blåste han liv i VPK-föreningen i Lund samt tog initiativ till tidningen Veckobladet 1975 och bildandet 1974 av Lunds kommunistiska blåsorkester, senare kallad Röda Kapellet. Sandin tillhörde även dem som startade Bokcafét i Lund 1970.

## Priser
- Lunds kommuns kulturpris 1995[12]
- Skånes Författarsällskaps översättarpris 2004[13]

## Festskrift
- Vid pass 8000 rutor: en festskrift till Gunnar Sandin, Lund 1990, ISBN 91-7970-974-5

### Fullständig bibliografi inklusive översättningar
- Gunnar Sandins bibliografi, Veckobladet